# Giacomo Beretta
Giacomo Beretta (* 14. März 1992 in Varese) ist ein italienischer Fußballspieler auf der Position eines Stürmers. Seit 2009 spielt er im Nachwuchs des AC Mailand und steht seit 2010 auch sporadisch im Profikader der Oberitaliener, wo er am 1. Mai 2011 zu seinem Profidebüt kam. Zur Saison 2013/14 spielt er auf Leihbasis für die US Lecce.

## Vereinskarriere

### Karrierebeginn in der Heimat
Seine aktive Karriere als Fußballspieler begann der im Frühjahr 1992 in der oberitalienischen Gemeinde Varese geborene Beretta bei seinem Heimatverein, der AS Varese 1910. Bei dem Klub nahe der Grenze zur Schweiz war er schließlich bis 2008 aktiv, ehe er in den Nachwuchsbereich der nahegelegenen UC AlbinoLeffe wechselte. Dort kam er schließlich über eine gesamte Saison hinweg zum Einsatz, ehe er einen weiteren Vereinswechsel ansteuerte. Obgleich er anfangs noch auf Leihbasis abgegeben werden sollte, sicherte sich schließlich im Sommer 2009 der Großklub AC Mailand für eine kolportierte Ablösesumme von 900.000 Euro die Dienste des jungen Offensivakteurs. Wie oftmals bei Transfers in Italien gehandhabt, behielt sein eigentlicher Stammklub, die UC AlbinoLeffe, ein Miteigentumsrecht über die Transferrechte Berettas bei und gab den ausgebildeten Stürmer so an die Mailänder ab. Dort angekommen verhalf er seiner Mannschaft, der U-20 des Vereins, für die er vorwiegend zum Einsatz kam, zum ersten Titel in der Coppa Italia Primavera seit 25 Jahren. Für das Primaverateam des Klubs war dies nach dem Sieg in der Saison 1984/85 allgemein erst der zweite errungene Titel in diesem Bewerb. Obgleich er einige Spiele aufgrund einer Verletzung versäumte, hatte er doch wesentlichen Anteil an den Erfolgen der Mannschaft. Noch vor Beginn der Spielzeit 2010/11 sicherten sich die Verantwortlichen des AC Mailand die kompletten Transferrechte Berettas und machten ihn so zu einem vollwertigen Mitglied des Mailänder Traditionsvereines. Dennoch sicherte sich der CFC Genua knapp drei Monate darauf ein Miteigentumsrecht am jungen Offensivakteur, der somit für beide Vereine spielberechtigt wäre. Jedoch beschlossen die Mailänder Giacomo Beretta Spielpraxis zu gewähren, wobei er fortan wieder vermehrt im Nachwuchs zum Einsatz kam.

### Profidebüt bei AC Mailand
Obgleich er weiterhin in der U-20-Mannschaft des Vereins zum Einsatz kam, wurde Beretta nach ersten Einberufungen im Jahre 2010 im Folgejahr 2011 wiederholt in den Profikader mit Spielbetrieb in der Serie A, der höchsten Spielklasse im italienischen Fußball, geholt, wo er schließlich in der laufenden Spielzeit 2010/11 sein Profidebüt geben sollte. Dabei wurde er am 1. Mai 2011 bei einem 1:0-Erfolg über den FC Bologna in der 86. Spielminute für den italienischen Internationalen Antonio Cassano eingewechselt. Nachdem die Profimannschaft bereits vier Runden vor Schluss mit acht Punkten Vorsprung auf den nächsten Verfolger, den Lokalrivalen Inter Mailand, auf dem ersten Tabellenplatz rangierte, sicherte sich das Team zwei Runden vor Schluss den endgültigen Titelgewinn und die damit verbundene Teilnahme an der Gruppenphase der UEFA Champions League 2011/12. Wie bereits erwähnt, wurde Beretta auch zu anderen Anlässen in der Profikader geholt. So unter anderem auch in der Winterpause der Saison 2010/11 beim Freundschaftsspiel gegen Al-Ahli Dubai. In dieser Begegnung, in der Antonio Cassano sein erstes Spiel für den AC Mailand absolvierte, erzielte Beretta in der 73. Spielminute den 2:0-Führungstreffer seines Teams, der schlussendlich zu einem 2:1-Endstand führte.

## Nationalmannschaftskarriere

### Starke Auftritte im U-17-Nationalteam
Seine ersten Auftritte für eine italienische Nationalauswahl hatte Giacomo Beretta Anfang des Jahres 2009, als er erstmals für die italienische U-17-Nationalmannschaft auflief. Sein Debüt gab er dabei am 11. Januar 2009, als er bei einer 1:2-Niederlage gegen die Alterskollegen aus Russland zur Halbzeitpause eingewechselt wurde. Bis 17. Januar folgten so weitere drei Länderspieleinsätze, wobei er beim Spiel gegen Lettland einen lupenreinen Hattrick erzielte und beim anschließenden Spiel gegen Weißrussland im Doppelpack traf. Nachdem sich das U-17-Team bereits im Spätherbst 2008 erfolgreich durch die Qualifikation zur U-17-Fußball-Europameisterschaft 2009 gespielt hatte, nahm Beretta mit der Mannschaft an der anschließenden Eliterunde teil. Dort konnten sich die Italiener gegen die Alterskollegen aus Österreich, Schottland und Georgien durchsetzen und sicherten sich so die Teilnahme an der Endrunde im Mai 2009. Beretta konnte sich bei jedem der drei ausgetragenen Partien in der Eliterunde in die Torschützenliste eintragen, wobei er in jedem der drei Spiele je einen Treffer erzielte. Bei der EM in Deutschland schafften es die Italiener bis in die Finalrunde, wo sie schließlich dem späteren Europameister, der Deutschen U-17-Auswahl, mit 0:2 unterlagen. Bis dahin trugen die Italiener vier Spiele aus, von denen der gelernte Stürmer in jedem im Einsatz war und im Spiel gegen die Schweiz (1:3) gar den einzigen Treffer seines Teams erzielte. Nach den EM-Einsätzen im Mai folgten im Oktober gleich die nächsten Auftritte für die U-17-Nationalmannschaft, als er mit der Mannschaft an der U-17-Fußball-Weltmeisterschaft 2009 in Nigeria teilnahm. Dort konnte er sich erneut als Stammspieler etablieren und brachte es so auf Einsätze in vier von insgesamt fünf möglich gewesenen Partien seines Teams. Im Spiel gegen die Alterskollegen aus den Vereinigten Staaten, einem 2:1-Sieg, erzielte er einen Treffer. Mit seinem letzten Einsatz, der gleichzeitig auch das Aus der Italiener im laufenden Turnier bedeutete, einer 1:2-Niederlage gegen die Schweiz, endete auch Giacomo Berettas Engagement für die italienische Fußballnationalmannschaft, für die er bis zu diesem Zeitpunkt 15 Länderspiele absolviert hatte und dabei zehn Mal zum Torerfolg kam.

### Einsätze im U-20- und U-19-Team
Nach einer allgemein recht erfolgreichen Zeit im U-17-Nationalteam seines Heimatlandes wurde der oftmals als Mittelstürmer eingesetzte Spieler im März 2010 erstmals in den Juniorenkader Italiens geholt, wo er sofort zu seinem Teamdebüt kam. Dabei wurde er am 3. März 2010 bei einem Vier-Länder-Turnier gegen das U-20-Nationalteam von Österreich eingesetzt und absolvierte in diesem Turnier insgesamt zwei Einsätze. Bis dato (Stand: 17. Mai 2011) folgten keine weiteren Einsätze für das U-20-Team Italiens. Stattdessen wurde Beretta noch im gleichen Jahr in den italienischen U-19-Kader berufen. Dabei debütierte er am 22. September 2010 bei einem 3:1-Freundschaftsspielsieg über die Alterskollegen aus Serbien und kam danach bis 2011 in zwei weiteren und für ihn persönlich torlosen Freundschaftsspielen seines Heimatlandes zum Einsatz.

## Erfolge
- Sieger der Coppa Italia Primavera: 2009/10
- Meister der Serie A: 2010/11